# جاك براكن
جاك براكن (بالإنجليزية: Jack Bracken)‏ هو لاعب كرة قاعدة أمريكي، ولد في 14 أبريل 1881 في كليفلاند في الولايات المتحدة، وتوفي في 16 يوليو 1954 في هايلاند بارك في الولايات المتحدة.

## وصلات خارجية
- جاك براكن على موقعبيزبول رفرنس.كوم (الدوري الرئيسي) (الإنجليزية)
- جاك براكن على موقعبيزبول رفرنس.كوم (الدوري الثانوي) (الإنجليزية)